# Dubravci (Kanfanar)
Dubravci is een plaats in de gemeente Kanfanar in de Kroatische provincie Istrië. De plaats telt 10 inwoners (2001).